# مارماراشين (أرارات)
مدينة مارماراشين (بالأرمينية:Մարմարաշեն) (بالإنجليزية: Marmarashen)‏ هي إحدى المدن التابعة لمقاطعة أرارات في أرمينيا. يقدر عدد سكانها بـ 3535 نسمة حسب الإحصاء الذي جرى عام 2011.